# RWD-13
RWD-13 a fost un avion de turism polonez, un monoplan cu trei locuri proiectat de RWD și produs începând din 1935. A fost cel mai mare succes comercial al RWD.

## Dezvoltare
Avionul a fost dezvoltat pe baza avioanelor de sport RWD-6 (en) (câștigătorul competiției internaționale pentru avioane de turism Challenge 1932)  international touring aircraft contest) și RWD-9 (en) (câștigătorul competiției Challenge 1934). A fost proiectat de Stanisław Rogalski (en) și Jerzy Drzewiecki (en) de la echipa RWD (en) în atelierele Doświadczalne Warsztaty Lotnicze (en) (DWL) din Varșovia, pentru și la comanda organizației paramilitare LOPP (pl/en).
Prototipul a fost construit refolosind părți dintr-un RWD-6 accidentat (inițial s-a vrut o variantă RWD-6bis), dar construcția sa era mai asemănătoare cu mai noul RWD-9. A zburat pentru prima dată la 15 ianuarie 1935 (înmatriculat SP-AOA). Deoarece RWD-13 nu a fost conceput ca avion de competiție, principalele diferențe față de RWD-9 au fost echiparea cu un motor cu piston în linie, cu putere mai mică, în loc de un motor radial (en), și o mecanizare a aripii mai simplă. Avantajele sale erau capacitatea de decolare și aterizare scurtă (en) ușurința pilotării și o bună stabilitate. Până în 1939 au fost produse circa 85 de bucăți.
În 1937 a fost elaborată varianta de avion sanitar RWD-13S (prototipul fiind înmatriculat SP-BFN), cu o trapă la tribord pentru introducerea unei tărgi. De asemenea, a fost elaborată o variantă RWD-13TS (sau ST, sau S/T) care putea fi transformată din avion de turism în avion sanitar prin eliminarea scaunului din dreapta. Până în 1939 au fost produse 15 RWD-13S, inclusiv câteva RWD-13TS. Din RWD-13 a fost dezvoltată versiunea cu cinci locuri RWD-15.
Rogožarski (en) din Iugoslavia a produs în 1938 pe bază de licență patru RWD-13 și două RWD-13S. În 1939 toate cele patru RWD-13 au fost transformate în avioane sanitare RWD-13S.

## Construcție
Avionul era un monoplan cu aripa sus în construcție mixtă, structura sa fiind concepută să fie solicitată în principal la compresiune. Fuzelajul era din cadre metalice și împânzit cu pânză de cort. În zona motorului s-au folosit piese din aluminiu. Aripa era formată din două părți rectangulare, cu construcție din lemn împânzit și cu placaj pe bordul de atac. Aripile erau echipate cu voleți de bord de atac (en) automați. Ampenajul era în consolă, având stabilizatorul acoperit cu placaj și profundorul și direcția împânzite.cabina era închisă, cu trei scaune: două în față, având dublă comandă și unul în stânga spate, lângă care era locul de bagaje. cabina avea două uși. Varianta RWD-13S avea două scaune în stânga și o targă în dreapta. Motorul era un motor în linie (en) cu cilindri inversați, de 130 CP, răcit cu aer, de tip Walter Major (en) 4, PZInż. Major (licență Walter Major), sau un de Havilland Gipsy Major (en). Elicea era de lemn, cu două pale cu pas fix, de tip Szomański. Trenul de aterizare (en) era convențional, cu bechie. Rezervoarele de combustibil erau plasate în aripi și aveau o capacitate de 140 de litri. Consumul de combustibil era de 28 litri pe oră.

## Caracteristici tehnice
- Echipaj: 1 (pilotul)
- Pasageri: 2
- Lungime: 7,85 m[1]
- Anvergură: 11,50 m[1]
- Înălțime: 2,05 m[1]
- Suprafață portantă:16,00 m²[1]
- Greutate gol: 530 kg[1]
- Greutate încărcat: 890 kg[1]
- Greutate maximă la decolare: 930 kg
- Încărcare alară: 55,6 kg/m²[1]
- Viteză maximă: 210 km/h[1]
- Viteză de croazieră: 180 km/h[1]
- Viteza la aterizare: 67 km/h[1]
- Plafon: 4200 m[1]
- Viteză ascensională: 3,4 m/s[1]
- Autonomie: 900 km[1]